# Han Soo-jin
Han Soo-jin (koreanisch 한수진; * 22. September 1987 in Incheon) ist eine südkoreanische Eishockeyspielerin.

## Karriere
Han Soo-jin nimmt seit 2008 mit der südkoreanischen Nationalmannschaft an Weltmeisterschaften teil. 2013 schaffte sie mit dem Nationalteam den Aufstieg aus der Division IIB in die IIA, 2017 von der Division IIA in die IB und 2023 von der Division IB in die IA.
Bei den Olympischen Winterspielen 2018 in Pyeongchang bildeten Nord- und Südkorea eine gemeinsame Eishockeymannschaft der Frauen. Han Soo-jin gehörte als eine von 23 Südkoreanerinnen zum 35-köpfigen Kader.
Han Soo-jin besuchte die Yonsei University, um eine Karriere als Pianistin anzustreben. Sie entschied sich jedoch für Eishockey.
Sie ist seit 2022 Kapitänin der Nationalmannschaft und mit 75 Länderspielen Rekordspielerin ihres Landes.